# Осада Анконы (1849)
Осада Анконы (ит. Assedio di Ancona) — эпизод Первой войны за объединение Италии. Осада австрийскими войсками города и крепости проходила с 24 мая по 19 июня 1849 года и длилась 26 дней.
После провозглашения Римской республики папа Пий IX попросил помощи у австрийцев, чтобы вернуть себе Романью и Марке. Разбив сардинские войска в сражении при Новаре и высвободив часть войск, Радецкий отправил в северный регион Римской республики отряд фельдмаршала Франца Вимпфена. К этому времени Анкона, Венеция и Рим оставалась последними городами, которые продолжали героически сопротивляться войскам интервентов.
Анкона, город на Адриатическом побережье, считалась «оплотом большого стратегического значения» не только для правительства римского триумвирата, но и для австрийцев, которые, оккупировав его, могли бы перехватывать помощь и припасы для также осаждённой Венеции, тем самым ускорив её капитуляцию. Сама Анкона представляла собой хорошо оборудованную крепость, и её защищали более пяти тысяч воинов-добровольцев, прибывших из разных регионов Италии. Командующим обороны стал болонский полковник Ливио Замбеккари.
Войска Вимпфена заняли Пезаро, Фано, Сенигаллию и достигли крепости Анкона 24 мая. С моря подошли семь кораблей, которые блокировали порт. 6 июня прибыл осадный парк и пять тысяч тосканских солдат, присланных Леопольдом II. Осадный корпус достиг численности в одиннадцать тысяч.
Австрийцы стали непрерывно, через равные промежутки времени, обстреливать город из всех имеющихся орудий, запускать ракеты, наводившие ужас на население; вскоре после этого они также применили инновационное оружие, использовавшееся ранее в Венеции: город бомбили с нескольких воздушных шаров. Также интервенты перекрыли акведук, питавший Анкону водой.
Защитники могли рассчитывать на ограниченное количество боеприпасов, поэтому были вынуждены использовать в качестве снарядов недавно отчеканенные в городе монеты Римской республики. Многие пушки от постоянного использования взрывались, убивая канониров. 12 июня была совершена вылазка против вражеских позиций на Монте-Марино. 15 июня последовала новая вылазка двух отрядов Национальной гвардии, на которую австрийцы ответили штурмом Люнета, укрепленного лагеря и Цитадели. Особенно проявил себя так называемый «Эскадрон смерти», состоявший из самых молодых защитников города, который с большой энергией отразил имперскую атаку на форт Лунетта-ди-Сан-Стефано Пароход «Рома» в периоды штиля действовал против австрийской парусной флотилии, блокировавшей город.
После двухнедельных бомбардировок и многочисленных эпизодов героизма, 17 июня Замбеккари принял предложение о капитуляции, выдвинутое Вимпфеном и подписанное 19-го, а 21-го он передал цитадель, крепость и форты в руки австрийцев. По приказу австрийского командующего защитникам города было предоставлено право свободного выхода. Пока Вимпфен был командиром оккупационного гарнизона города, не было актов преследования патриотов.
Итальянцы потеряли за время осады 543 убитыми и 281 ранеными, что составляет 10 % сил, в то время как у австрийцев был 21 убитый и 105 раненых и пропавших без вести.